# A Very Good Year for Girls/Meet Me Where We Used to Meet
A Very Good Year for Girls/Meet Me Where We Used to Meet è il terzo singolo dei Brian Poole & The Tremeloes, pubblicato nel Regno Unito nel 1963.

## Tracce
Lato A
1. A Very Good Year for Girls (Clint Ballard, Fred Tobias)

Lato B
1. Meet Me Where We Used to Meet (Powers, Wayne, Jordan)